# Ле Мурђе (Потенца)
Ле Мурђе (итал. Le Murge) је насеље у Италији у округу Потенца, региону Базиликата.
Према процени из 2011. у насељу је живело 64 становника. Насеље се налази на надморској висини од 721 м.